# Skytanthus acutus

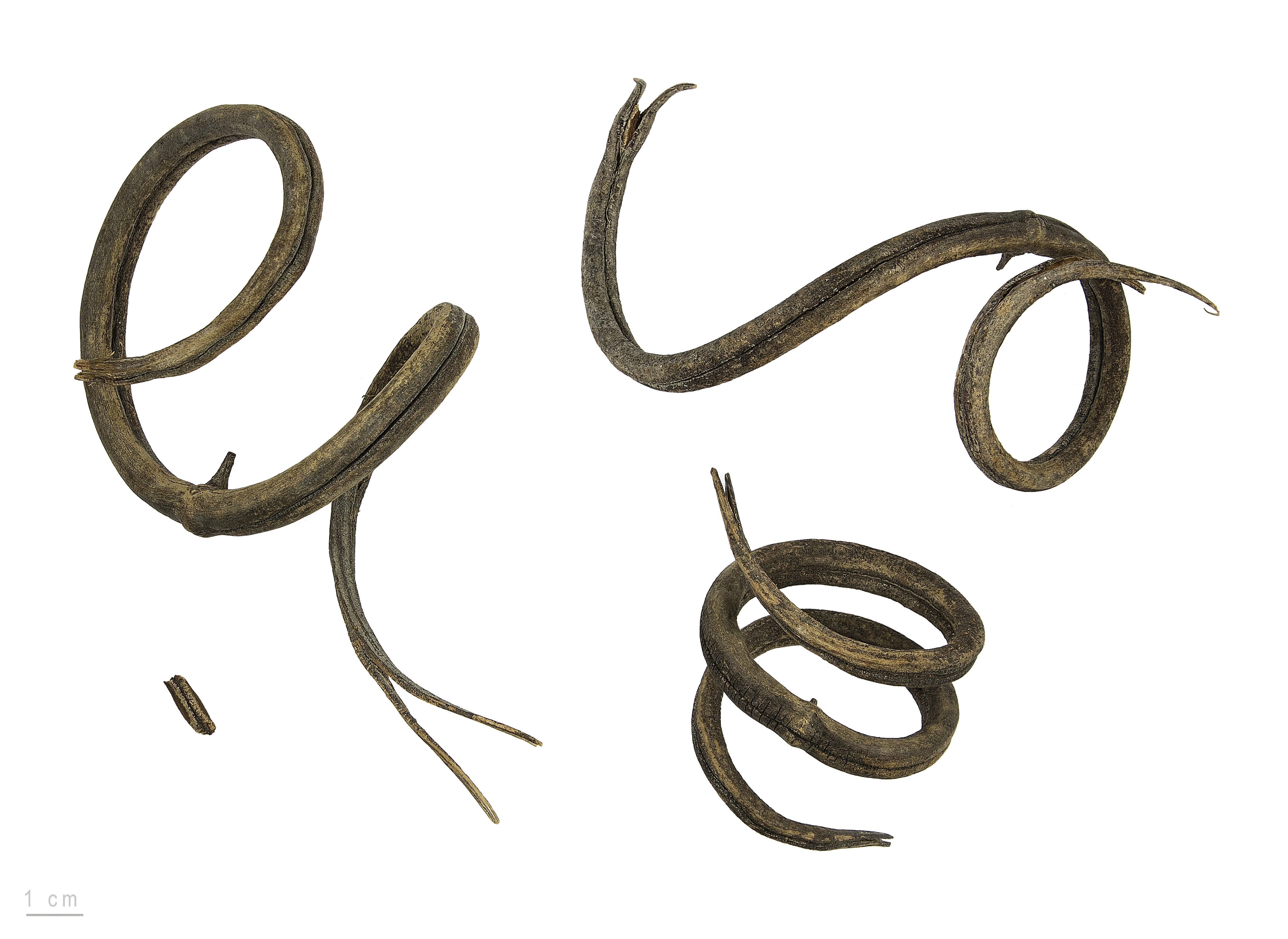
Skytanthus acutus

Skytanthus acutus är en oleanderväxtart som beskrevs av Franz Julius Ferdinand Meyen. Skytanthus acutus ingår i släktet Skytanthus och familjen oleanderväxter. Inga underarter finns listade i Catalogue of Life.